# Bazincourt-sur-Epte
 Bazincourt-sur-Epte  là một xã thuộc tỉnh Eure trong vùng Normandie miền bắc nước Pháp.